# Brigue Caboclo
O Brigue Caboclo foi um navio de guerra da Armada Imperial Brasileira. A embarcação foi adquirida e doada por Pedro I do Brasil em 1822 para a Marinha.
Naufragou em 3 de setembro de 1835.